# Les Aventures de John F. Kennedy

Les Aventures de John F. Kennedy est une série de bande dessinée allemande créée par l'auteur Diana Sassé.

## Synopsis
La série est une uchronie : le président John F. Kennedy règne sur une Amérique bucolique. La civilisation est un peu comme elle aurait pu être si le Moyen Âge n'avait pas eu lieu, comme si, de l'Antiquité, on était directement passé au XVIIIe siècle.
La Maison-Blanche est située dans la campagne du Massachusetts. Le Président Kennedy est marié avec quatre femmes (dont Jacqueline Kennedy et Norma Jeane Mortenson) et deux hommes. Il pratique une variante du paganisme irlandais comme religion.

## Analyse
L'uchronie ne pose pas la question « Et si John F. Kennedy n'avait pas été assassiné ? », mais bien « Et si John F. Kennedy avait vécu dans un monde différent où sa personnalité aurait pu s'épanouir pleinement ? ». Le penchant polygame du Kennedy historique se trouve légitimé dans l'univers de la série où il est normal d'être marié à plusieurs femmes et même à des hommes. 
Tout en se déroulant dans un univers très différent du nôtre, les histoires contiennent de nombreux commentaires sur l'actualité ou l'histoire de « notre » réalité. Les sujets abordés sont la morale sexuelle, la religion, la nature et la nature humaine. La politique n'est pas mise en avant, car les thèmes sont abordés dans le cadre d'histoires aux aventures plutôt classiques.

## Le héros: John F. Kennedy
Le caractère particulier de la série tient au fait que son héros est un personnage historique bien connu, le JFK de la bande dessinée ayant une personnalité très proche, sinon quasiment identique, à celle - présumée - du président John F. Kennedy historique.
JFK n'est pas un héros sans défauts. Il est souvent entraîné dans des mésaventures à cause de son impulsivité.

## Publication
La série paraît originellement en langue allemande sous le titre Antique White House aux éditions Elmsfire Books. L'éditeur américain en ligne Graphic Smash la publie sous le titre Antique White House – the Kennedy tales de façon à suivre un rythme de deux planches par semaine.
La version française est publiée par l'auteur sous forme d'albums en impression à la demande.
Depuis 2011, la série est renommée Contes de la Maison Blanche et paraît sous forme de romans graphiques sans phylactères.

## Albums

### En français
Les aventures de John F. Kennedy
1. Saturnalia (2005)
2. L'Empire de l'obscurité (2006)
3. Les Chevaux du Narragansett
4. Le Chant de Sélène

Contes de la Maison Blanche
1. Lune des Loups  (ISBN 978-2-9530463-3-5)
2. Le secret du 13e étage  (ISBN 978-2-9530463-4-2)

### En allemand
- Antique White House 1 : Saturnalia (2002)
- Antique White House Träumerei 1 : Bekenntnisse der Jacqueline K. (2002)
- Antique White House Träumerei 2 : Die Leidenschaft des Francis Moore. (2003)

### En anglais
- Antique White House 1 : Saturnalia (2005)
- Antique White House 2 : Empire of Darkness (2006)

## Film
En 2011, un dessin-animé a été publié sur DVD : La Bête des Vosges. John F. Kennedy y voyage à travers les montagnes des Vosges et rencontre la bête légendaire.

## Prix
En 2003, la série allemande a remporté l'ICOM Independent Comic Preis (de) (prix de la bande dessinée indépendante) décerné par l'association d'auteurs de bande dessinée germanophones ICOM dans la catégorie « meilleur scénario ».
En 2012, la série successeur, Contes de la Maison Blanche a fait partie des nommés pour le Prix ActuSF de l'uchronie dans la catégorie « graphisme ».

## Expositions
Une sélection de planches originales issues d'albums Kennedy a été exposée dans le musée du cheval Suisse à la Sarraz durant l'été 2005.

## Calendrier
- Les douze lunes de Kennedy (2006)